# Theodora Cormontan
Theodora Cormontan (Beitstad, 9 juni 1840 – Decorah (Iowa), 25 oktober 1922) was een Noors componiste, pianiste en muziekuitgeefster, geëmigreerd naar de Verenigde Staten. Ze was de eerste vrouw in de leiding van een Noorse muziekuitgeverij.

## Achtergrond
Theodora Nicoline Meldal Cormontan was achtste van negen kinderen (twee overleden zeer vroeg) in het huwelijk van priester (en priesterzoon) Even Meldal Schjelderup Cormontan en Louisa Augusta Hirsch. De familie vestigde zich in Tyholmen in Arendal. Ze is vernoemd naar haar oma Nicoline Meldal. Cormontan ging studeren in Kopenhagen, maar keerde 1865 naar Arendal terug in verband met het overlijden van haar moeder. In 1887 emigreerde de familie naar de Verenigde Staten in een van de Noorse emigratiegolven van de 19e eeuw. De emigratie was mede een gevolg van de Arendalcrash, een bankroet van de plaatselijke bank als gevolg van Ponzifraude. Aangekomen in de Verenigde Staten kreeg ze een treinongeluk, waardoor ze moeilijk ter been werd. Haar laatste jaren sleet ze in armoede in een verzorgingstehuis in Decorah.

## Muziek
Cormontan kreeg haar eerste muzieklessen waarschijnlijk van de plaatselijke organist en stadsmuzikant Fredrich Wilhelm Thoschlag. Ze studeerde van 1883 tot 1865 in Kopenhagen. In 1879, terug in Arendal, begon ze een muziekuitgeverij en muziekbibliotheek. In de periode 1978 tot 1886 bracht ze een achttiental werken van haar en andere vrouwelijke collegae, waaronder Caroline Schytte Jensen uit. De uitgeverij, alhoewel buiten de muzikale centra als Bergen en Oslo werd professioneel gerund met platenummers en vertegenwoordiging is sommige Noorse en Deense steden. De drukkerij kwam aan haar eind als gevolg van de Arendalcrash en een brand, de emigratie was daar een vervolg op. De familie vestigde zich in Franklin in Minnesota, alwaar meer Noren neerstreken. Ze leefde verder als muzieklerares en organist.

## Werken
Cormontans werk verscheen eerst bij de Oslo muziekuitgeverij Warmuth Musikforlag in Oslo en vanaf 1879 uiteraard bij haar eigen uitgeverij. Echter het grootste deel bleef onuitgegeven en ook onbekend, totdat bij de opruiming van een supermarkt in St. Peter (Minnesota) een enorme stapel manuscripten tevoorschijn kwam. Daaronder bevond zich ook een Marcia religiosa die ze schreef bij het overlijden van haar vader in 1893. Een groot deel van de manuscripten bevindt zich sinds 2011 in de Nationale Bibliotheek in Oslo.

### Werklijst
Hieronder een overzicht met werken die een opusnummer kregen, odch onzeker is of dat chronologisch is (vanaf opus 10)
- opus 1: Fire sange (Det doende barn, Onsket, En digters-sidste sang, O lade j svinde)(mei 1875)
- opus 2: Fire sange med piano (opgedragen aan Olefine Moe (Hvad jeg elsker, Aftenklokken, Margarethes vuggesang, Onsker (1875)
- opus 3: Bland fjeldene (twee pianostukken) (1875) (Among Norwegian Mountains)
- opus 4: Tre sange med piano (1877)
- opus 5: Tre religieuse sange fort va stemmer med piano (1877)
- opus 6: Fire sange (1877)
- opus 8: Twee liederen voor zangstem en piano (Hvad onsker du nu, Til krike kalde nu klokkens klare
- opus 10: La eleganza
- opus 16: Under the lindens
- opus 25: Valse a l’etude
- opus 31.1 Naar mit Oie, trat af moie
- opus 33: Valse brillante
- opus 36: Herre Jesu Christ, fantasie, transcriptie voor piano
- opus 36: Waltz elegant
- opus 38: Her vil ties, her vil bies
- opus 40: Allegro (1880)
- opus 41: Fred til bod, transcriptie voor piano
- opus 42: Kjaerlighed er livets kilde, transcriptie voor piano
- opus 43: Norsk Konge-polonaise voor piano
- opus 44: Honor-marsch voor norske turnere, voor piano
- opus 46: Norske tunreres national-festmarsch (piano tweehadnig, piano vierhandig, piano en dwarsfluit, piano en viool, piano en cornet
- opus 50: Fantasia over Serenade de L. Gregh (Parais a la fenetre)
- opus 53; Waltz gracious
- opus 54: Polish fantasia over swedish song
- opus 56: The dream (walz caprice)
- opus 57: Valse brillante
- opus 58: A jubilee rhineländer
- opus 59: Danse de la duchesse
- opus 61: Ninette polkette
- opus 70.2: Chanson sans paroles
- opus 74: My home
- opus 75: Valse de ballet
- opus 76: Danse rustique norvegienne
- opus 79: Morceau de salon
- opus 83: Fleur printaniere (wals)
- opus 97: Spanish dance
- opus 101: L’étoile du soir
- opus 116: Dance idylle
- opus 121: Morceau a la polska
- opus 124: Dream of life
- opus 125: Chanson de Bergerette
- opus 125: Fleur de printemps (wals)
- opus 126: Polish lady (The Polish countess)
- opus 128: Dagny (polka caprice)
- opus 129: Bagatelle in D majeur
- opus 130: Second bagatelle
- opus 132.2: Sad memory
- opus 133: Floweret (romance zonder tekst)
- opus 134: I skumringen (in twilight)
- opus 135: Impromptu
- opus 136: Second impromptu
- opus 140: Valse brillante

En tal van werken zonder opusaanduiding
- Bibsys: 90316036
- Library of Congress Control Number: no2016088792
- Virtual International Authority File: 33145971373732330442
- WorldCat: E39PBJcgwdrCQktdQJbqpvBByd